# Lotus 20
Chronologie des modèles (1961-1965)
Lotus 18 Lotus 22
La Lotus 20 est une voiture de course de Formule Junior du constructeur britannique Lotus. Elle a été conçue pour les besoins de l'équipe Lotus lors de la saison 1961 et également vendue à des particuliers et des équipes privées. Deux de ces monoplaces ont également été engagées à titre privé lors du Grand Prix d'Afrique du Sud 1965 de Formule 1 par les Sud-Africains Brian Raubenheimer (en) et Dave Charlton, Raubenheimer déclarant forfait pour la course et Charlton ne passant pas le cap des pré-qualifications.
Le châssis tubulaire dérive de la Lotus 18 de Formule 1. La carrosserie beaucoup plus fine et de section ovale est réalisée en fibre de verre.
Les moteurs sont des Ford Cosworth 997 cm3 de 85 ch dérivés de l'Anglia, mais une version équipée d'un bloc Ford 109E de 1 340 cm3 ramené à 1 100 cm3 est rapidement produite. Ce nouveau bloc développe environ 100 ch et des freins à disques remplacent avantageusement les tambours d'origine à l'avant. La boîte est à 4 vitesses d'origine Renault Dauphine Gordini.
La Lotus 20 prend part à quelques courses de Formule 1 hors-championnat du monde, dont plusieurs épreuves du championnat d'Afrique du Sud de Formule 1 dans les années 1960.
Une version 20B équipée d'un bloc 1 498 cm3 d'origine Ford Cortina est développée pour les courses aux États-Unis.
La Lotus 20 a été fabriquée à 118 exemplaires.

## Résultats en championnat du monde de Formule 1

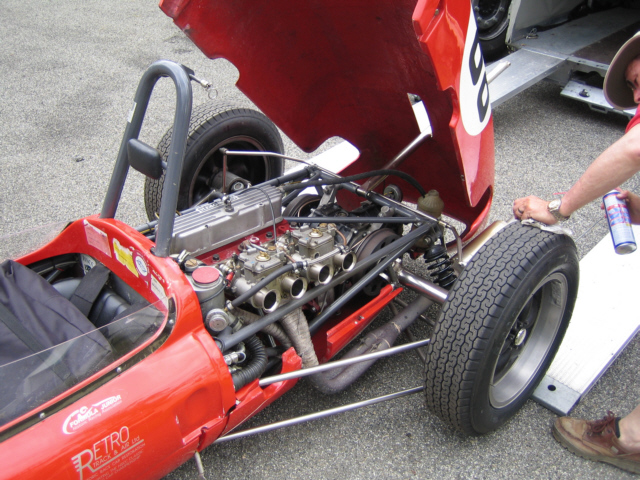
Une Lotus 20 lors du Grand Prix Historique de Pau 2007.

| Saison | Écurie | Moteur       | Pneumatiques | Pilotes                 | Courses | Courses | Courses | Courses | Courses | Courses | Courses | Courses | Courses | Courses | Points inscrits | Classement |
| Saison | Écurie | Moteur       | Pneumatiques | Pilotes                 | 1       | 2       | 3       | 4       | 5       | 6       | 7       | 8       | 9       | 10      | Points inscrits | Classement |
| ------ | ------ | ------------ | ------------ | ----------------------- | ------- | ------- | ------- | ------- | ------- | ------- | ------- | ------- | ------- | ------- | --------------- | ---------- |
| 1965   | Privé  | Ford 109E L4 | Dunlop       |                         | AFS     | MON     | BEL     | FRA     | GBR     | P-B     | ALL     | ITA     | USA     | MEX     | 0               | Non classé |
| 1965   | Privé  | Ford 109E L4 | Dunlop       | Brian Raubenheimer (en) | Forf    |         |         |         |         |         |         |         |         |         | 0               | Non classé |
| 1965   | Privé  | Ford 109E L4 | Dunlop       | Dave Charlton           | Npq     |         |         |         |         |         |         |         |         |         | 0               | Non classé |